# Башич, Младен
Младен Башич (хорв. Mladen Bašić; 1 августа 1917, Загреб — 21 ноября 2012) — хорватский дирижёр.

## Биография
Младен Башич получил музыкальное образование в Загребской консерватории под руководством Крешимира Барановича.
В 1960—1969 гг. работал в городе Зальцбурге, возглавляя оркестр Моцартеум; одновременно руководил оперными постановками во Франкфурте и Барселоне.
С 1970 по 1978 год снова работал в Загребе, некоторое время руководил Загребской филармонией.
В 1978—1998 гг. был генеральмузикдиректором города Майнца.
Награждён орденом Хорватской звезды с ликом Марка Марулича (1996).
C 1998 года жил и работал в родном городе.
В 1998 год1 осуществлённая Башичем в Хорватском народном театре постановка оперы Бриттена «Поругание Лукреции» была признана лучшим спектаклем сезона.
Младен Башич скончался 21 ноября 2012 года.